# Tiempo de amar
Tiempo de amar é uma telenovela mexicana produzida por Silvia Pinal para a Televisa e exibida pelo Canal de las Estrellas em 1987.
Foi protagonizada por Lupita D'Alessio e Fernando Allende.

## Sinopse
Esta é a historia de Carolina, que se apaixona por Luis Alberto e são felizes durante algum tempo. Mas ela tem uma enfermidade incurável que pouco a pouco a leva a morte, deixando atrás um menino.

## Elenco
- Lupita D'Alessio - Carolina Monteverde
- Fernando Allende - Luis Alberto Carrasco
- Kitty de Hoyos - Bárbara Ornelas
- Claudio Obregón - Rafael Monteverde
- Ernesto Laguardia - Héctor
- Alejandra Ávalos - Marcela
- Adriana Roel - Mercedes Monteverde
- Dolores Beristáin - Lola
- Alejandra Guzmán - Celia
- Alfonso Iturralde - Carlos
- Héctor Gómez - Dr. Adolfo Klauz
- Eugenia Avendaño - Esperanza
- Dina de Marco - Margot
- Adriana Parra - Yolanda
- Chela Nájera - Nadia Levison
- Marcela López Rey - Sonia
- Manuel Guizar - Canales
- Alvaro Cerviño - Damián
- Emoé de la Parra - Inés
- María Prado - Violeta